# La Vall de Laguar
La Vall de Laguar és un municipi del País Valencià a l'oest de la comarca de la Marina Alta, a les comarques centrals del País Valencià. La vall de la qual rep el nom és coneguda per les seues cireres i per les diverses rutes senderístiques que hi ha. El municipi està format per un conjunt de tres pobles i un sanatori. El primer és Campell, també denominat poble de Baix (poble Baix); el segon és Fleix, també anomenat poble d'Enmig; i el tercer poble és Benimaurell, també anomenat poble de Dalt (poble Dalt). A l'entrada de la vall i com a nucli pertanyent a tot el conjunt, trobem una colònia residencial o sanatori a Fontilles. El topònim Laguar prové de l'àrab i és una evolució d'Al-Agwar, que significa 'les coves'.

## Geografia
El terme municipal de la Vall de Laguar limita amb els termes d'Orba, la Vall d'Ebo, Castell de Castells, Benigembla i Murla, tots municipis de la Marina Alta. S'hi pot accedir per l'eixida 62 (Ondara) i eixida 63 (Benissa), de l'autopista AP-7 E-15 en direcció a Orba. Està situada a una altitud mitjana de 500 metres, entre dues serres que conformen la vall. A un costat té el barranc de l'Infern, format pel riu Girona, que separa la serra de la Carrasca o d'Ebo (de 1.000 msnm) de la serra del Migdia i travessa tota la vall fins a arribar a l'embassament d'Isbert. A l'altre costat hi ha la serra del Cavall Verd o serra del Penyó (de 800 msnm d'altitud), que alberga multitud de fonts i brolladors.

## Història
La història cristiana de Vall de Laguar es pot dir que comença al segle xiii, sota el govern del llegendari Al-Azraq, cabdill andalusí que es va aixecar en armes contra la invasió dels exèrcits de la corona d'Aragó. La seua revolta va suposar un gran obstacle per a les conquestes del rei aragonès Jaume I. En arribar les tropes de Jaume I a les portes del seu domini, Al-Azraq va signar un tractat de pau, pel qual es va acordar una treva de tres anys i el vassallatge al rei catalanoaragonès. A la tardor de 1247, Al-Azraq va trencar la treva perquè les tropes cristianes pressionaven els territoris del seu senyoriu, però al seu alçament van seguir deu anys d'exili. El 1276, va encapçalar de nou una gran rebel·lió, però va ser vençut a la fi d'abril de 1276. Al juliol del mateix any mor també Jaume I; el seu fill Alfons acabarà amb la rebel·lió entre 1277 i 1278.
Després de la pacificació de les muntanyes de la Marina, la comarca va ser repartida entre els militars catalans i occitans, cristians vells que van ajudar en la conquesta. Passats uns quants anys, els moriscs més rebels van aixecar els ànims d'altres moriscs més dòcils i van profanar la parròquia de Santa Anna. A causa d'eixos avalots, l'emperador Carles I va publicar un decret que obligava tots els moriscs a batejar-se. Molts, per no abandonar les seues terres i els seus béns, es van veure obligats a fer-ho, la qual cosa va provocar nous avalots. En conseqüència, Felip II prengué com a mesura de prevenció que, per sorpresa, foren desarmats tots els moriscs de totes les viles i llocs del Regne de València (desarmament dels moriscos valencians). Va ser el seu fill Felip III qui, en escoltar les reclamacions dels cristians (abusos, sacrilegis i indisciplina dels moriscs) va dictar el famós decret.
La Vall de Laguar va ser l'últim reducte de la revolta dels moriscs valencians. El novembre de 1609, davant la seua debilitat, es van rendir al Pla de Petracos i van ser expulsats definitivament i conduïts al nord d'Àfrica. El 14 de juny de 1611, la Vall de Laguar era repoblada mitjançant escriptura de nova repoblació, per agricultors procedents de l'illa de Mallorca. Encara hui la influència mallorquina forma part de les senyes d'identitat de Laguar, on la majoria de cognoms són mallorquins, i també es fa palesa en la manera de parlar dels guareros, farcida de paraules mallorquines.

## Economia

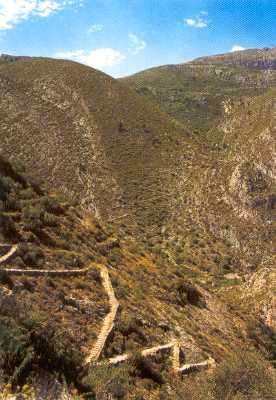
Barranc de l'infern (graons moriscos)

Al municipi predomina l'agricultura de secà, encara que en declivi. Principalment es cultiva la cirera i l'ametla, tot i que també hi ha altres cultius com les oliveres, els garrofers i les figueres. Gràcies als marges de pedra seca, s'ha habilitat la falda de la muntanya configurant petites foies per poder adaptar els conreus al terreny.
Les cireres recol·lectades al municipi de Laguar formen part de la Indicació Geogràfica Protegida (IGP): Cireres de la Muntanya d'Alacant, amb seu localitzada a Alpatró, poble que forma part de la veïna Vall de Gallinera.
Els darrers anys el turisme rural ha anat adquirint importància. Les sendes esglaonades amb més de deu mil esglaons que feren els antics moriscos per a anar a les terres de conreu a l'altra banda del barranc de l'Infern, ara convertides en PR-CV 147, són trepitjades per milers de senderistes, molts dels quals busquen les fonts i la gran quantitat d'herbes medicinals que hi ha. També s'observa un augment de la fauna salvatge, com senglars, miloques o aufranys, corbs, genetes, mosteles, oriols, cabres salvatges. La serra de Migdia, així com el Cavall Verd, estan recuperant la població de pi, matolls i margalló. Al caliu del turisme actiu, ha nascut a La Vall de Laguar una oferta hostalera amb cases rurals, hotel, càmping i bungalous i diversos restaurants.

## Demografia
L'evolució de la població durant el segle xx ha anat descendint arran de l'èxode rural viscut al municipi, sobretot durant els anys cinquanta i seixanta.
| 1900  | 1910  | 1920  | 1930  | 1940  | 1950  | 1960  | 1970  | 1981  | 1986 | 1987 | 1988 | 1989 | 1900 | 1991 | 1992 | 1993 | 1994 | 1995 | 1996 | 1998 | 1999 | 2000 | 2001 | 2002 | 2003 | 2004 | 2005 | 2007 | 2009 | 2010 | 2011 | 2012 | 2013 | 2014 | 2015 | 2016 |
| ----- | ----- | ----- | ----- | ----- | ----- | ----- | ----- | ----- | ---- | ---- | ---- | ---- | ---- | ---- | ---- | ---- | ---- | ---- | ---- | ---- | ---- | ---- | ---- | ---- | ---- | ---- | ---- | ---- | ---- | ---- | ---- | ---- | ---- | ---- | ---- | ---- |
| 1.627 | 1.429 | 1.541 | 1.585 | 1.658 | 1.628 | 1.451 | 1.261 | 1.064 | 1022 | 1011 | 1008 | 994  | 992  | 988  | 976  | 968  | 950  | 939  | 918  | 904  | 912  | 912  | 892  | 885  | 884  | 894  | 932  | 937  | 987  | 981  | 961  | 959  | 942  | 872  | 826  | 801  |

## Política i govern

### Composició de la Corporació Municipal
El Ple de l'Ajuntament està format per 7 regidors. En les eleccions municipals de 26 de maig de 2019 foren elegits 5 regidors de Compromís per la Vall de Laguar (Compromís) i 2 del Partit Popular (PP).
| Eleccions municipals de 26 de maig de 2019 - la Vall de Laguar                                                               |                                     |                                     |                                     |      |          |          |
| Candidatura | Candidatura                         | Candidatura                         | Cap de llista                       | Vots | Vots     | Regidors |
| | Compromís per la Vall de Laguar     |                                     | Juan Carlos Mengual Mengual         | 330  | 69,33%   | 5 (+1)   |
| | Partit Popular                      |                                     | Juan Ignacio Seguí García           | 117  | 24,58%   | 2 (-1)   |
| | Vots en blanc                       |                                     |                                     | 29   | 6,09%    |          |
| Total vots vàlids i regidors                                                                                                 | Total vots vàlids i regidors        | Total vots vàlids i regidors        | Total vots vàlids i regidors        | 476  | 100 %    | 7        |
| | Vots nuls                           | Vots nuls                           | Vots nuls                           | 18   | 3,64%    |          |
| Participació (vots vàlids més nuls)                                                                                          | Participació (vots vàlids més nuls) | Participació (vots vàlids més nuls) | Participació (vots vàlids més nuls) | 494  | 69,58%** |          |
| Abstenció | Abstenció                           | Abstenció                           | Abstenció                           | 216* | 30,42%** |          |
| Total cens electoral | Total cens electoral                | Total cens electoral                | Total cens electoral                | 710* | 100 %**  |          |
| Alcalde: Juan Carlos Mengual Mengual (Compromís) (15/06/2019) Per majoria absoluta dels vots dels regidors                   |                                     |                                     |                                     |      |          |          |
| Fonts: JEC, JEZ Dénia, M. Interior, Periòdic Ara. (* No són vots sinó electors. ** Percentatge respecte del cens electoral.) |                                     |                                     |                                     |      |          |          |

### Alcaldia
Des de 2019 l'alcalde de la Vall de Laguar és Juan Carlos Mengual Mengual de Compromís per la Vall de Laguar (Compromís).
| Període                       | Alcalde o alcaldessa                         | Partit polític | Data de possessió     | Observacions        |
| ----------------------------- | -------------------------------------------- | -------------- | --------------------- | ------------------- |
| 1979–1983                     | José Oliver Vicens                           | CI             | 19/04/1979            | --                  |
| 1983–1987                     | José Oliver Vicens                           | CI             | 28/05/1983            | --                  |
| 1987–1991                     | José Vicente Puchol Vicens                   | IVL            | 30/06/1987            | --                  |
| 1991–1995                     | José Vicente Puchol Vicens                   | IVL            | 15/06/1991            | --                  |
| 1995–1999                     | Juan José Puchol Riera                       | EU-EV          | 17/06/1995            | --                  |
| 1999–2003                     | Juan José Puchol Riera                       | EUPV           | 03/07/1999            | --                  |
| 2003–2007                     | Juan José Puchol Riera                       | PSPV-PSOE      | 14/06/2003            | --                  |
| 2007–2011                     | Juan José Puchol Riera Paco Gilabert Mengual | PSPV-PSOE PP   | 16/06/2007 15/06/2009 | moció de censura -- |
| 2011–2015                     | Paco Gilabert Mengual                        | PP             | 11/06/2011            | --                  |
| 2015–2019                     | Paco Gilabert Mengual                        | PP             | 13/06/2015            | --                  |
| 2019-2023                     | Carles Mengual Mengual                       | Compromís      | 15/06/2019            | --                  |
| Des de 2023                   | n/d                                          | n/d            | 17/06/2023            | --                  |
| Fonts: Generalitat Valenciana |                                              |                |                       |                     |

## Monuments destacats
- Fontilles. És un sanatori de principis del segle xx que és localitzat a l'entrada de la vall. El recinte està rodejat per un mur de pedra.
- Presa d'Isbert: es localitza al riu Girona.
- Pintures rupestres del riu Girona, pertanyents a l'art llevantí.
- Torre de la Casota. Es tracta de les restes d'un edifici militar d'època almohade. És de planta rectangular i té una torre que combinava funcions de vigilància i de defensa. La seua construcció en un punt estratègic coincidix amb un moment de fortificació del territori andalusí davant l'avanç dels regnes cristians.
- Castell de Pop. Castell d'origen musulmà.
- Castell de les Atzahares.
- Esglésies d'origen cristià que daten del segle xviii: Sant Cosme i Damià a Benimaurell, Sant Pasqual a Fleix i Santa Anna a Campell.

## Llocs d'interés natural

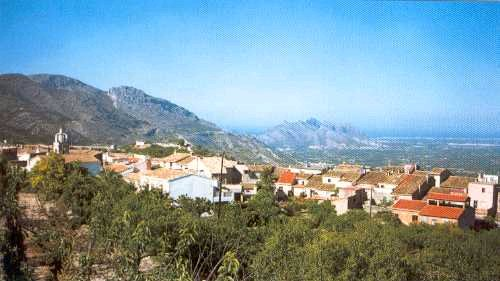
Vista general de La Vall de Laguar

- Barranc de l'Infern: és el nom que rep l'encaixament del riu Girona al seu pas entre la serra del Migdia i la serra d'Ebo. Molts excursionistes l'utilitzen per fer ràpel i descens de barrancs.
- Barranc dels Llidoners. Situat a Benimaurell, és un barranc de roca calcària on es practica el barranquisme.
- Barranc dels Racons. Situat a Benimaurell, és un barranc llarg de roca calcària.
- Serra del Penyal o del Penyó: relleu delimitat pel riu Girona i pel riu Gorgos o riu Xaló. Les seues altituds oscil·len aproximadament entre els 700 i els 800 metres. A l'extrem est se situa el Cavall Verd, muntanya de 793 metres d'alçada situada entre els termes municipals de Benigembla i la Vall de Laguar.
- Les Jubees. Aantigues cases localitzades pròximes a les terres de cultiu. Per tal d'accedir-hi, cal seguir el sender PRV-147.
- El Collao. És un port de muntanya que comunica la Vall de Laguar amb Castell de Castells i Benigembla. Antigament, hi passava un camí destinat al transport de la neu que emmagatzemaven al pou de neu (cava) de la serra d'Ebo o de la Carrasca. Es tracta d'un node d'unió entre les terres de cultiu del vessant del riu Gorgos i les del riu Girona, delimitades per la serra del Penyó.
- Fonts. Al llarg del terme municipal hi ha diverses fonts, com ara la font del Gel, la font dels Olbis, la font de Benimaurell, la font de Campell, de Fleix, la font del Nap o del Penyó. Algunes s'assequen durant l'estiu i a la tardor tornen a brollar.

## Gastronomia
- Coques de dacsa, localment conegudes com a bollos.
- Coques al forn.
- Arròs amb fesols i penques.
- Arròs al forn.
- Espencat.
- Mullador.
- Cous-cous.
- Putxero.
- Sang amb ceba i tomaca.

## Cultura
L'esport per excel·lència per a la població del municipi és la pilota valenciana. El club de pilota de la Vall de Laguar participa en la lliga a Llargues d'Alacant, d'on ha sortit campiona diverses vegades. Els carrers on es juga a pilota són dos, el carrer del Príncep o del "trinquet" a Benimaurell i el carrer Major a Campell. El sambori ha sigut, i és, un dels jocs populars més practicats pels xiquets i xiquetes de la vall.
Alguns dels concerts destacats duts a terme a la localitat són el concert del 24 d'agost del 2001 on varen tocar Obrint Pas, La Gossa Sorda i Substream; el concert del 2 de maig del 2003 amb La Gossa Sorda, Sva-ters, Sant Gatxo, Homo no Sapiens i Budell; el concert del 21 d'agost del 2004 amb Sva-ters, Mugroman, Represàlia i Skalissai; el concert del 16 d'agost del 2012 amb Tashkenti, Mugroman i Desgavell; o el concert del 14 d'agost del 2015 amb El Diluvi], Lilit i dionís, Tardor, Meteor i The Hoaxx.

### Festivals
- Arrels 2009 (13, 14 i 15 d'agost): organitzat pel col·lectiu Arrels amb motiu del IV Aplec per la terra i amb el lema "Estimem i valorem la nostra terra". Entre les activitats dutes a terme destacaren: excursions, xerrades i actuacions dels grups musicals La Gossa Sorda, Desgavell, 121 db, La Romàntica del Saladar, Pau Alabajos i Verd Cel.

## Novel·les que tenen per marc el municipi
- BORRELL, Joaquim: El cavall verd. Edicions del Bullent. Primera edició 2001. Picanya (l'Horta).
- GUARDIOLA, Pepa: Collidors de neu. Editorial Alfaguara-Voramar. Primera edició 1995 i setena edició 2007. Picanya (l'Horta).

## Personatges il·lustres
- José Vicente (1965-), conegut localment com a Màlia, pilotari.
- Héctor (1986-), conegut localment com a Pepico, pilotari.
- Ruben Moreno "Morenet" pastor de Font Figuera